# 紅色精靈

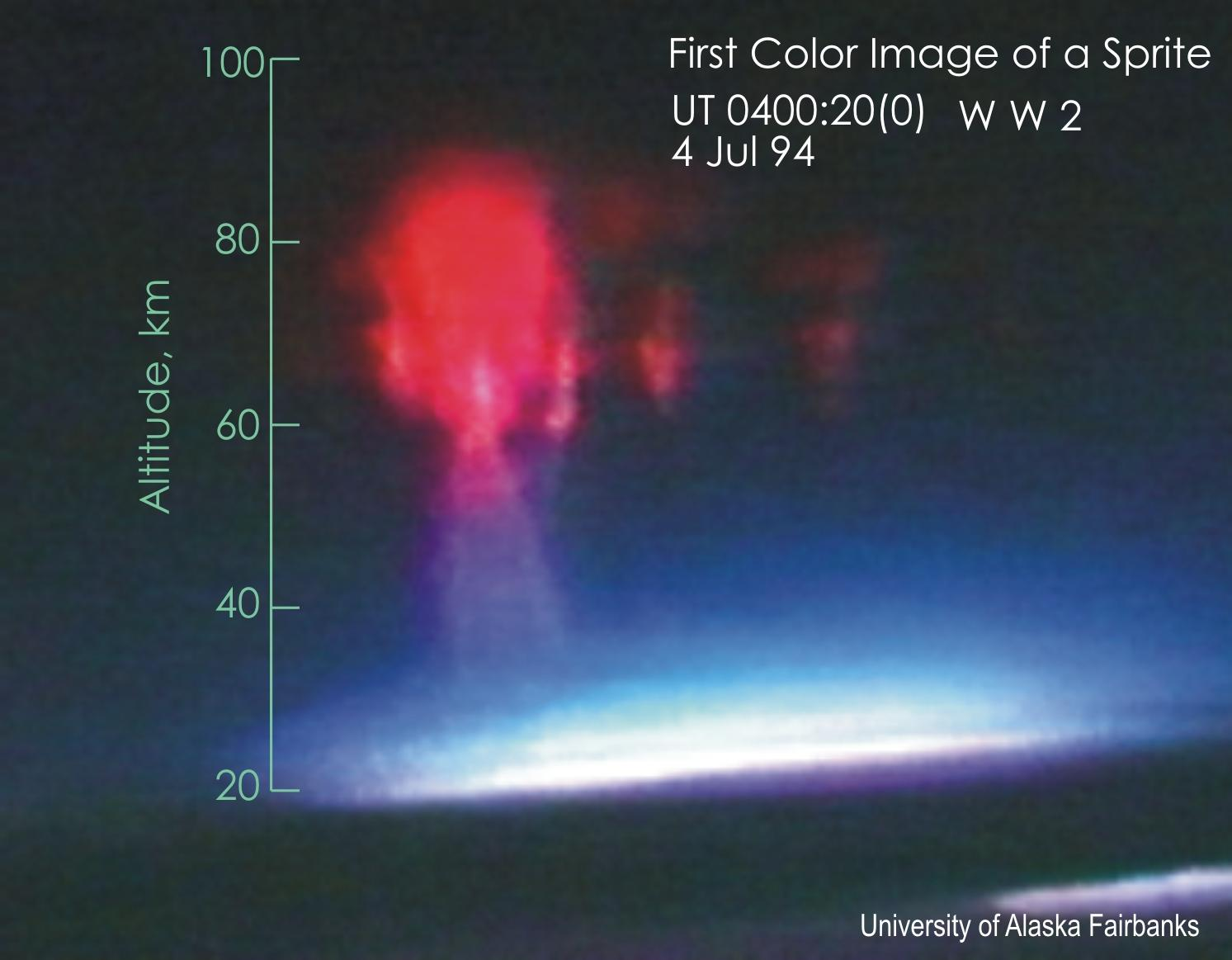
歷史上第一幅彩色精靈照片，1994年從一架研究飛機上攝得

精靈（英語：Sprites）是一種發生在積雨雲以上的大範圍放電現象，由雷暴雲和地面之間的正地閃所致。
精靈發橙紅色光，會在夜空中以各種形狀閃爍地出現。精靈在對流層以上海拔約50至90公里處形成，往往成群出現。有關精靈的報告可以追溯至1886年以前，但要直到1989年7月6日，明尼蘇達大學的科學家才首次拍攝到精靈的照片。至今人們已拍攝到數以萬計的精靈照片或影片。
精靈不應與閃電混淆，因為精靈是一種冷等離子體現象，缺乏閃電的高溫。事實上，相比閃電，組成精靈的等離子體更接近於熒光燈內的放電物質。

## 歷史
早在1730年，就有記載雷暴雨以上的短暫發光現象的間接證據。諾貝爾物理學獎得主查爾斯·湯姆森·里斯·威爾遜曾在1925年提出，根據理論，上層大氣可以發生電擊穿現象。1956年，他目睹了一次很有可能是精靈的現象。1989年7月6日，明尼蘇達大學的科學家用低光攝影機，偶然地拍到了精靈的第一張照片。由於這種現象難以捕捉、轉瞬即逝，所以人們在不久後便開始稱之為「精靈」。自1989年起，人們已從地面、飛機和太空拍攝到數以萬計的精靈。

## 特性

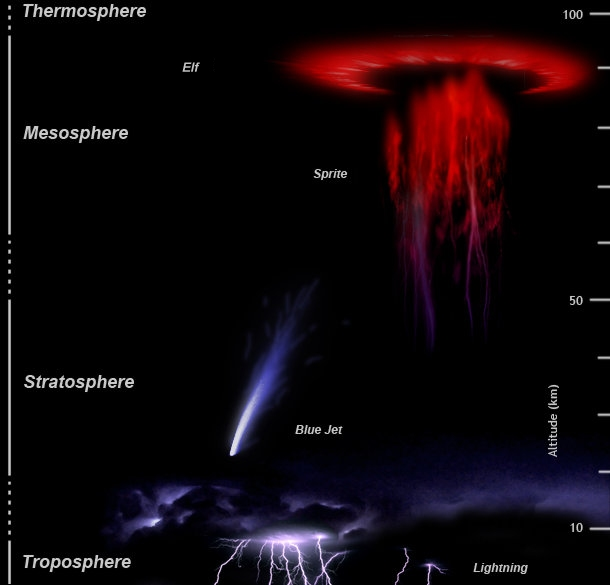
各種大氣層放電現象

有記錄的精靈出現地點有：北美洲、中美洲、南美洲、歐洲、非洲中部（扎伊爾）、澳洲、日本海及亞洲等。一般相信，大規模雷暴系統中都會出現精靈。
利用超高速相機和圖像增強器，可分辨出精靈的形狀。精靈可根據形狀可分為三類：
- 水母精靈──規模極大，大小約為30 km×30 km
- 蘿蔔精靈
- 柱狀精靈（C精靈）──大規模放電現象，人們對其性質還沒有很好的理解

精靈的上部分呈橙紅色，下方懸掛著藍色的卷鬚體，在出現前可能先有紅色的暈。精靈是由下方雷暴雲和地面之間產生的正地閃所引致的，出現時間在幾個毫秒左右，比平流層底部放電現象更長。精靈一般在兩個以上成群出現，跨越海拔50至90公里的區間，上下皆有長長的延伸物。
從每秒1萬幀的高速相機所拍攝到的精靈照片可見，精靈實際上是由一團直徑幾十米的等離子球所組成，它們在大約海拔80公里處形成，再以光速10%的速度向下移動，幾毫秒後又有另一組等離子球向上移動。精靈與下方的正地閃之間的橫向距離可達50公里，延時約幾毫秒，在罕見情況下可達100毫秒。
從地球拍攝精靈需有特殊條件：在大型雷暴系統的150至500公里以外需有毫無阻擋的視線，雲和地面間必須出現正地閃，拍攝器材要對紅光十分敏感，且夜空必須漆黑無光。

## 精靈暈
精靈出現之前約1毫秒，有時會先短暫出現暈的現象。暈呈圓盤形，寬50公里，厚10公里，中心點位於下方閃電之上的70公里處。其物理原理和精靈一樣，但由於電解程度太弱，無法產生高速流動的物質。由於外觀和持續時間相近，所以暈有時會和中高層大氣極低頻率輻射放電現象（又稱淘氣精靈）混淆。
2000年在史丹福大學進行的研究指出，精靈暈往往會和普通閃電（負地閃）一起出現，並不像含柱狀結構的精靈那樣罕見。2004年東北大學科學家所做的研究發現，精靈出現的同時也會發生甚低頻發光現象，這意味著雲以內的放電也可以產生精靈。

## 對飛行器的損壞
一些發生在雷暴雲以上別無解釋的高空飛行器意外，有可能是精靈所致。例如，美國太空總署在1989年6月6日從德克薩斯州帕勒斯坦釋放的一隻平流層氣球在飛過格雷厄姆一個雷暴上空時，於海拔37公里處不受控制地卸下了載荷。數月後的調查結果認為，從雲層向上走的「一道閃電」是此次事故的起因。不過，人們事後才把起因歸咎於精靈，因為「精靈」一詞在事故當時還沒有開始使用。
- 精靈位於照片右上方
- 局部圖
- 精靈出現期間的三幀圖像
- 精靈在6秒左右出現

## 外部連結
- Red Sprites & Blue Jets （页面存档备份，存于） （阿拉斯加大學費爾班克斯分校在1994年發放的一盤VHS錄影帶。是這盤錄影帶使得「精靈」一詞廣為使用的。）
- Red Sprites and Blue Jets（阿拉斯加大學費爾班克斯分校有關精靈的網站）
- Ground and Balloon-Borne Observations of Sprites and Jets （页面存档备份，存于）（在地面及氣球上對精靈及噴流的觀測）
- Darwin Sprites '97 （页面存档备份，存于）（奧塔哥大學空間物理研究組）
- Sprites in Europe: European contributors blog （页面存档备份，存于）（記錄歐洲地區上空精靈的網誌）
- Kanmae, Takeshi; Stenbaek-Nielsen, Hans C.; McHarg, Matthew G.; Haaland, Ryan K. . Geophysical Research Letters. 2010-07-XX, 37 (13): n/a–n/a. Bibcode:2010GeoRL..3713808K. doi:10.1029/2010GL043739 （英语）.
- Mysterious Sprite Photographed by ISS Astronaut: Big Pic （页面存档备份，存于）（國際太空站航天員所拍攝的精靈）
- Photographer Captures Rare Photograph of a Sprite with an Aurora （页面存档备份，存于）（攝影師拍攝到精靈和極光同時出現）
- At the Edge of Space （页面存档备份，存于）（《太空邊緣》，有關精靈現象的美國科普電視節目）